# Ashmansworth
Ashmansworth is een civil parish in het bestuurlijke gebied Basingstoke and Deane, in het Engelse graafschap Hampshire. In 2001 telde het dorp 215 inwoners.